# Mirko Kovač (cestista)
Mirko Kovač (in serbo Мирко Ковач?; Belgrado, 1º marzo 1983) è un ex cestista serbo.

## Palmarès
- YUBA liga: 1

Partizan Belgrado: 2003-04
- Coppa di Polonia: 1

AZS Koszalin: 2010